# Ichneumon cervulus
Ichneumon cervulus är en stekelart som beskrevs av Léon Abel Provancher 1875. Ichneumon cervulus ingår i släktet Ichneumon och familjen brokparasitsteklar. Inga underarter finns listade i Catalogue of Life.